# Spencer Scott
Spencer Scott (Dallas, Georgia; 4 de abril de 1989) es una modelo estadounidense que fue playmate del mes de octubre de 2007. Ha sido de las Playmates más jóvenes salir en la última década pues poso para las revistas a escasos meses después de cumplir 18 años de edad.
Posteriormente a su conclusión con Playboy en 2010 inició en el mundo de la pornografía ya sea en solitario y en escenas lésbicas, argumentando que un exnovio la introdujo a la industria para adultos, realizando un buen número de vídeos y fotos para revistas especializadas en el tema.